# Lucien Lemesle

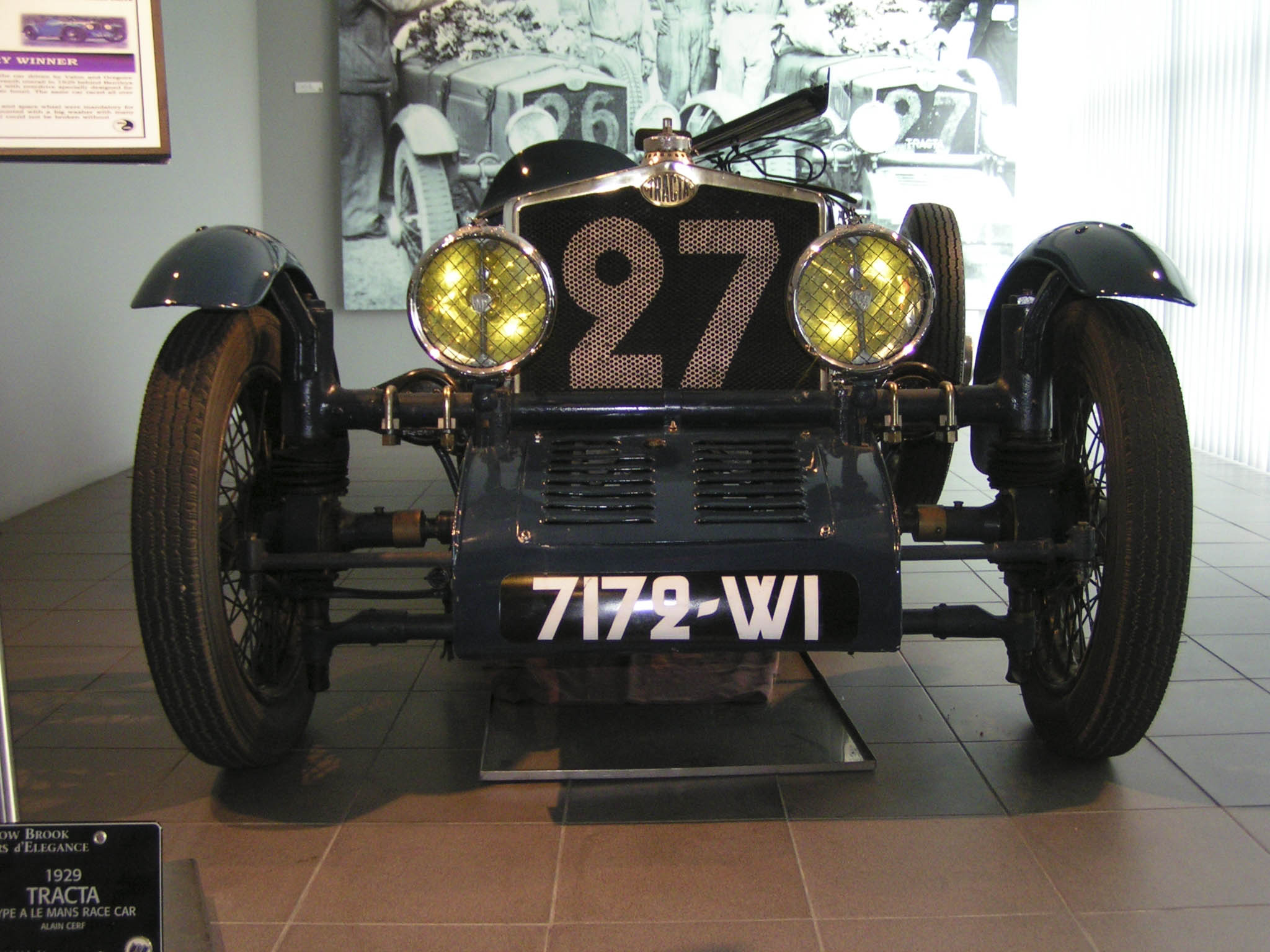
Tracta A Le Mans mit der Originalstartnummer. Mit dem baugleichen Wagen und der Startnummer 25 ging Lucien Lemesle beim 1929 an Start. Mit Partner Maurice Benoist erreichte er nicht die Zielflagge

Lucien Henri Alfred Lemesle (* 30. Januar 1897 in Paris; † 2. Oktober 1970 ebenda) war ein französischer Autorennfahrer.

## Karriere
Lucien Lemesle war in den 1920er-Jahren dreimal beim 24-Stunden-Rennen von Le Mans am Start. 1927, bei seinem Debüt, wurde er als Partner von Jean-Albert Grégoire Gesamtsiebter. 1928 und 1929 fiel er nach Defekten vorzeitig aus.
Das 24-Stunden-Rennen von Spa-Francorchamps 1929 beendete er als 17. der Gesamtwertung.

## Statistik

### Le-Mans-Ergebnisse
| Jahr | Team                                           | Fahrzeug        | Teamkollege          | Platzierung | Ausfallgrund |
| ---- | ---------------------------------------------- | --------------- | -------------------- | ----------- | ------------ |
| 1927 | SA des Automobiles Tracta                      | Tracta Gephi    | Jean-Albert Grégoire | Rang 7      |              |
| 1928 | Société des Construction Automobile Parisienne | S.C.A.P. Type M | Henri Godard         | Ausfall     | Achsbruch    |
| 1929 | SA des Automobiles Tracta                      | Tracta Type A   | Maurice Benoist      | Ausfall     | Benzinpumpe  |